# Antoine-Thomas Naudet
Pour les articles homonymes, voir Naudet.
Antoine-Thomas Naudet, né le 25 février 1816 à Paris et mort le 19 novembre 1887 à Laval, est un écrivain français.

## Biographie
Élève de l'École Normale de Versailles, directeur en 1837, de l'École supérieure annexée au Collège de Laval, y fut remplacé l'année suivante par Charles Durget, son camarade d'école, qui depuis se fit un nom dans les sciences mathétiques.
Pour lui, il passa à l'École Normale de Laval, où il garda ses fonctions jusqu'en 1887. Il s'était engagé pour la défense de Paris en 1870. Sa verve poétique s'épenchait en un grand nombre de pièces de circonstances. Les journaux ont publié celles sur l'inauguration de la statue d'Ambroise Paré à Laval, le 29 juillet 1840, et sur l'inauguration du nouvel hôpital Saint-Louis de Laval, etc. 
Il est auteur d'une petite Méthode d'agriculture et en collaboration avec A. Pinet, inspecteur d'un Recueil de lectures manuscrites sur les premiers éléments de l'agriculture, 1863.
Il est inhumé au Cimetière de Vaufleury à Laval.

## Source
« Antoine-Thomas Naudet », dans Alphonse-Victor Angot et Ferdinand Gaugain, Dictionnaire historique, topographique et biographique de la Mayenne, Laval, A. Goupil, 1900-1910 [détail des éditions] (BNF 34106789, présentation en ligne)